# Dice (canção)
"Dice" é o terceiro single do músico japonês hide, lançado em 21 de janeiro de 1994. O lado B é um remix de seu single de estreia "Eyes Love You". Alcançou a sexta posição nas paradas da Oricon Singles Chart e foi certificado ouro pela RIAJ em fevereiro de 1994.
O single foi relançado em 12 de dezembro de 2007 com uma nova capa. Em 28 de abril de 2010 foi relançado novamente como parte dos primeiros lançamentos de "The Devolution Project", um projeto de lançamento dos onze singles originais de hide em vinil de disco de imagem.

## Faixas
Todas as músicas compostas por hide.
| N.º | Título                                                            | Letras        | Duração |  |
| 1.  | "Dice"                                                            | hide          | 3:03    |  |
| 2.  | "Eyes Love You (Mad Translator Mix)" (Remixado por Soichi Terada) | Yukinojo Mori | 6:30    |  |

## Créditos
Créditos de "Dice" retirados do encarte de Hide Your Face.
- hide - vocais, guitarra
- T.M. Stevens - baixo
- Terry Bozzio - bateria

## Versões cover
"Dice" foi tocada ao vivo por Mucc com Tal do the Underneath no hide memorial Summit em 4 de maio de 2008. A faixa título também foi gravada pelo Matenrou Opera no álbum tributo Tribute II -Visual Spirits- e por Screw no Tribute III -Visual Spirits-, ambos os álbuns lançados em 3 de julho de 2013. Para o Tribute VII -Rock Spirits-, lançado em 18 de dezembro de 2013, foi reproduzida por Kinniku Shōjo Tai.